# Bruce Cohen
Bruce Cohen (Falls Church, 23 settembre 1961) è un produttore cinematografico statunitense.

## Biografia
Assieme all'amico e socio Dan Jinks ha fondato la Jinks/Cohen Productions, vincitore di un Oscar al miglior film per American Beauty.
Ha iniziato la sua carriera come assistente regista per svariati film, tra i quali Il colore viola, Cocoon - Il ritorno, Hook - Capitan Uncino, film in cui per la prima volta è stato produttore. Altre pellicole da lui prodotte sono state  A Wong Foo, grazie di tutto! Julie Newmar, Alive - Sopravvissuti, Big Fish - Le storie di una vita incredibile, Abbasso l'amore, The Forgotten e Milk di Gus Van Sant, candidato a 8 Oscar tra cui miglior film.

## Vita privata
Cohen vive apertamente la propria omosessualità; nel giugno 2008 ha sposato il compagno Gabriel Catone, con cerimonia officiata dal sindaco di Los Angeles Antonio Villaraigosa.

## Filmografia parziale

### Cinema
- I Flintstones (The Flintstones), regia di Brian Levant (1994)
- Un topolino sotto sfratto (Mouse Hunt), regia di Gore Verbinski (1997)
- American Beauty, regia di Sam Mendes (1999)
- I Flintstones in Viva Rock Vegas (The Flintstones in Viva Rock Vegas), regia di Brian Levant (2000)
- Abbasso l'amore (Down with Love), regia di Peyton Reed (2003)
- Big Fish - Le storie di una vita incredibile (Big Fish), regia di Tim Burton (2003)
- The Forgotten, regia di Joseph Ruben (2004)
- The Nines, regia di John August (2007)
- Milk, regia di Gus Van Sant (2008)
- Il lato positivo - Silver Linings Playbook (Silver Linings Playbook), regia di David O. Russell (2012)
- Bleed - Più forte del destino (Bleed for This), regia di Ben Younger (2016)
- Rebel in the Rye, regia di Danny Strong (2017)
- Rustin, regia di George C. Wolfe (2023)
- Blink Twice, regia di Zoë Kravitz (2024)

### Televisione
- Pushing Daisies, serie televisiva (2007-2009)
- When We Rise, miniserie televisiva (2017)
- The Great Lillian Hall, regia di Michael Cristofer – film TV (2024)